# 顏思魯
顏思魯（？—？），字孔歸，唐朝人，祖籍瑯琊臨沂。

## 生平
顏思魯精於文字音韻，於隋朝時曾任東宮學士、長安王侍讀，加俞岷將軍。入唐之後，李世民任為秦王府記室參軍。

## 家族
顏思魯為顏淵三十六代孫。
父顏之推流寓北周為官，任御史上士。入隋朝後，顏之推仕隋，定居於京兆萬年縣。隋末，唐高祖李淵起兵，顏思魯率領子姪歸附。
颜思鲁娶陈郡殷氏殷英童之女，生三子：颜师古、颜相时、颜勤礼，后继娶王氏，又生一子颜育德。